# Bandera de Nuevo México
La bandera de Nuevo México consiste en un sol rojo, símbolo de los zia (una rama de los indios pueblo), en un campo amarillo. Los colores honran a Isabel I de Castilla y a los conquistadores que exploraron en su nombre.
La bandera de Nuevo México tiene el mejor diseño de todos los estados de Estados Unidos, territorio o provincia canadiense, según un estudio realizado en 2001 por la Asociación Vexilológica Norteamericana.

## Historia

Bandera de los Tercios Morados Viejos, con los colores similares a la bandera.

Una reproducción digital de la bandera del estado histórico de Nuevo México, extraoficialmente en uso desde 1912 hasta 1925.

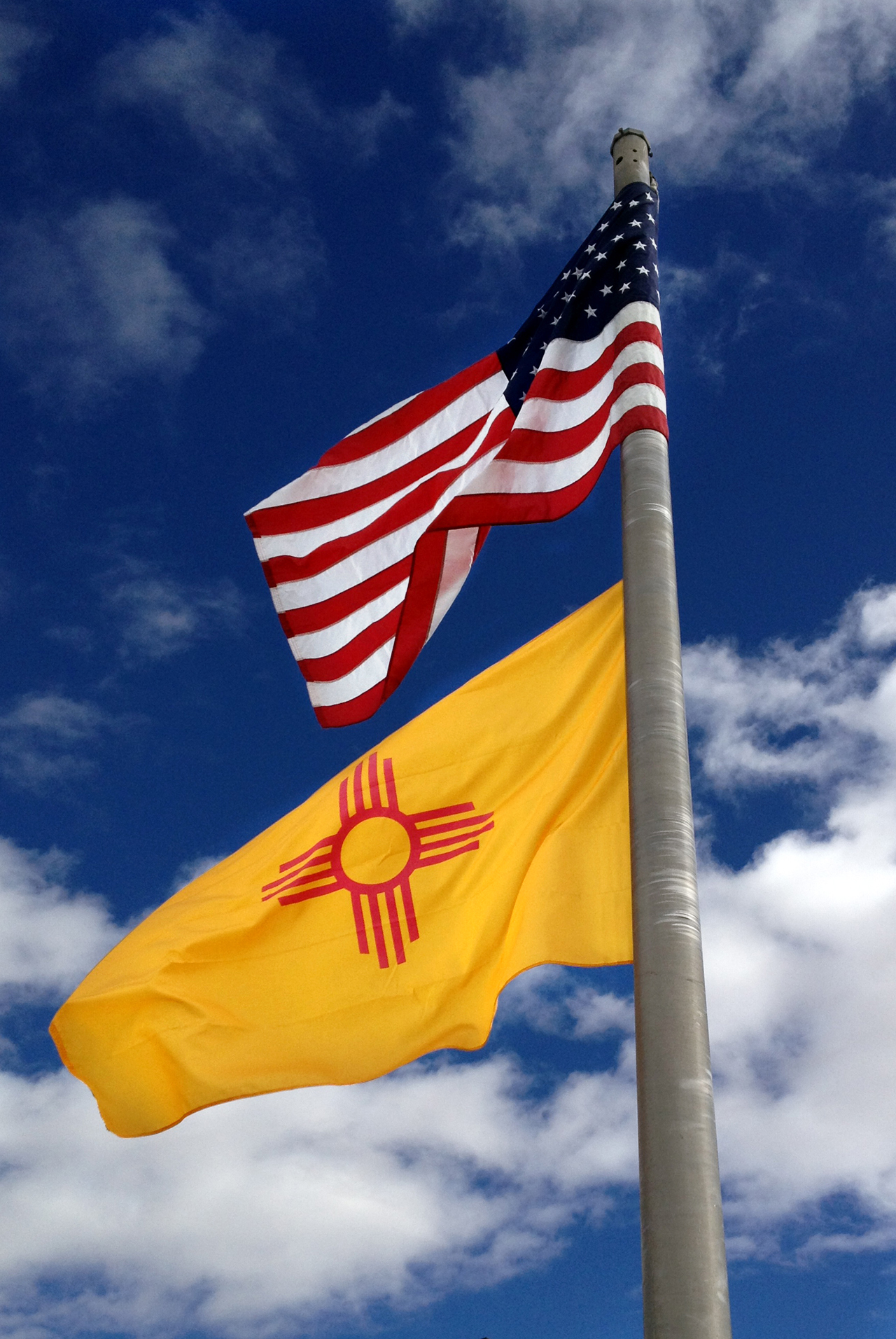
La bandera de Nuevo México ondeando junto a la de los EE. UU.

Durante los primeros 14 años del estado, Nuevo México no tenía bandera oficial. Durante la Feria Mundial de San Diego de 1915, Existía una sala de exposiciones en el cual todas las banderas del estado se mostraban todas las banderas de los estados. Pero como Nuevo México no tenía bandera oficial, la bandera no oficial que se mostraba constaba de un cantón azul con la bandera de Estados Unidos en la esquina superior izquierda, las palabras "Nuevo México" y "47" (ya que Nuevo México es el estado número 47 en incorporarse a los Estados Unidos) en letras de plata en el centro de la bandera y el escudo del estado en la esquina inferior derecha. Algunas referencias históricas mostraban el texto "El Estado del Sol" envolviendo el sello en la esquina inferior derecha.
En 1920 se organizó un concurso para diseñar la bandera del estado, y el ganador fue Harry Mera, de Santa Fe. Mera, arqueólogo, estaba familiarizado con el símbolo del sol zia, encontrado en una vasija del siglo XIX, y que tenía un significado sagrado para los nativos, ya que el cuatro es un número que simboliza el círculo de la vida: cuatro vientos, cuatro estaciones, cuatro direcciones y cuatro obligaciones sagradas. El círculo une los 16 elementos. El diseño de Mera es el mismo que se usa hoy en día.
En años recientes, los zia han hecho intentos para quitar el símbolo sagrado de la bandera estatal.